# 文室真老
文室 真老（ふんや の まおゆ）は、奈良時代の貴族。大納言・文室大市の子とする系図がある。官位は従五位下・長門守。

## 経歴
天平宝字8年（764年）藤原仲麻呂の乱終結後に従五位下に叙爵し、神護景雲元年（767年）内蔵助に任ぜられる。
神護景雲4年（770年）称徳天皇の崩御後まもなく丹波員外介として地方官に転じる。光仁朝では造宮少輔・石見守・造西大寺次官・中務少輔などを歴任する。天応元年（781年）の光仁上皇の崩御にあたっては御装束司を務めている。
桓武朝では、天応2年（782年）摂津亮、延暦3年（784年）長門守と地方官を務めた。称徳朝初頭に叙爵したのち光仁朝から桓武朝にかけて20年に亘って諸官を歴任するも、従五位下のまま叙位に与ることができなかった。

## 官歴
『続日本紀』による。
- 時期不詳：正六位上
- 天平宝字8年（764年） 10月29日：従五位下
- 神護景雲元年（767年） 7月10日：内蔵助
- 神護景雲4年（770年） 9月7日：丹波員外介
- 宝亀2年（771年） 閏3月1日：造宮少輔
- 宝亀5年（774年） 3月5日：石見守
- 宝亀9年（778年） 2月23日：造西大寺次官。8月20日：中務少輔
- 天応元年（781年） 12月23日：御装束司（光仁上皇崩御）
- 天応2年（782年） 閏正月17日：摂津亮
- 延暦3年（784年） 4月2日：長門守